# Fernand Courty
| (384) Burdigala | 11 de febrero de 1894 |
| (387) Aquitania | 5 de marzo de 1894    |

Fernand Courty (Burdeos, 11 de junio de 1862 - Burdeos, 12 de octubre de 1921) fue un astrónomo francés.
Formó parte del observatorio de Burdeos desde el momento de su fundación en 1880 por Georges Rayet y trabajó como ayudante de astrónomo, cargo que obtuvo el 1 de enero de 1903. 
Descubrió 2 asteroides, Burdigala y Aquitania, en 1894. También hizo algunas observaciones meteorológicas.

## Noticia necrológica
- JO 4 (1921) 107 (en francés)